# Гулян Гайк Гагікович
Гево́рг Петрося́н (вірм. Հայկ Ղուլյան; 8 вересня 1977, Єреван) — вірменський дипломат. Генеральний консул Республіки Вірменія в Одесі (Україна).

## Життєпис
Народився 8 вересня 1977 року. У 1998 році закінчив Вірменський державний інженерний університет; у 2005 році Університет Сорбонна; у 2006 Версальський університет; у 2008 році Університет Париж-Південний-Орсе; У 2012 Національну академію наук Вірменії, міжнародні відносини; у 2014 році Національну академію наук Вірменії, факультет соціології та права. Володіє іноземними мовами: англійською, французькою та російською.
У 2001—2002 рр. — інженер-конструктор ЗАТ «Гоар».
У 2002—2004 рр. — співробітник відділу підтримки експортних підприємств Вірменського агентства розвитку
У 2004—2008 рр. — директор з торгівлі ЗАТ Роберто Дюрвіль і Карло
У 2008—2010 рр. — Пресвітерство південних областей єпархії України
У 2012—2015 рр. — Керуючий справами Вірмено-Апостольської Церкви України
У 2016—2018 рр. — Генеральний консул Республіки Вірменія в Одесі.